# São Miguel do Anta (ort)
São Miguel do Anta är en ort i Brasilien.   Den ligger i kommunen São Miguel do Anta och delstaten Minas Gerais, i den sydöstra delen av landet, 800 km sydost om huvudstaden Brasília. São Miguel do Anta ligger 677 meter över havet och antalet invånare är 6 750.
Terrängen runt São Miguel do Anta är platt västerut, men österut är den kuperad. Närmaste större samhälle är Viçosa, 17,7 km väster om São Miguel do Anta.
Omgivningarna runt São Miguel do Anta är huvudsakligen savann. Runt São Miguel do Anta är det ganska glesbefolkat, med 43 invånare per kvadratkilometer.